# Amager Fælled Skole
Amager Fælled Skole er en folkeskole, der ligger på Amagerbro i København.
Skolen har over 30 klasser. Der er typisk fire 0. klasser og to 9. klasser.
Der er næsten 900 elever på skolen, klassekvotienten svinger fra ca. 17 til 28 elever.
Skolen består af to hovedbygninger: Nord og Syd. Nordbygningen er for 6-9. klasse og Syd er for 0-5.
Skolens kontor er i nordbygningen på 1. sal.
Madskolen/Kantinen er i sydbygningen på stueetagen.
Skolen har tre små idrætshaller, to i Nord og en i Syd.
Skolens leder er Trine Borch.

## Historie
Skolen blev oprettet i 1991 ved sammenlægning af de to skoler Amagerbro Skole og Sundbyvester Skole.
Amagerbro Skole blev oprettet i 1910 med navnet Sundholm Skole. I 1936 skiftede den navn til Amagerbro Skole. Sundbyvester Skole blev oprettet i 1918 og havde en overgang kapacitet til over 1.300 elever. Det er dog efter en udvidelse af den oprindelige bygning.
Begge skoler blev i slutningen af 2. Verdenskrig beslaglagt af besættelsesmagten, og anvendt til husning af tyske flygtninge.
Bygningerne er tegnet af arkitekt Niels Christian Christensen.